# Aldarulls d'Irlanda del Nord de 1997
Els aldarulls d'Irlanda del Nord de 1997 van ser un seguit de manifestacions, disturbis violents i enfrontaments als districtes de majoria republicana d'Irlanda del Nord, protagonitzats per manifestants que en ocasions van rebre el suport de l'Exèrcit Republicà Irlandès Provisional (IRA o PIRA), atacant la Royal Ulster Constabulary (RUC) i l'Exèrcit britànic com a resposta a la decisió del govern britànic de permetre a l'Orde d'Orange (una organització protestant, unionista) marxar per un barri catòlic/nacionalista de Portadown. Els republicans irlandesos van respondre amb indignació per la decisió i pel tracte agressiu que va dispendar la RUC contra els que protestaven contra la marxa, una qüestió històricament polèmica.
Va ser l'últim període de violència generalitzada a Irlanda del Nord abans de la signatura de l'Acord del Divendres Sant l'abril de 1998. Les forces de seguretat van ser atacades centenars de vegades pels manifestants que llançaven pedres i còctels molotov, i per membres de l'IRA amb rifles automàtics i granades. Les forces de seguretat van disparar més de 2.500 bales de plàstic contra els manifestants, i van intercanviar trets amb l'IRA. Més de 100 civils i 65 efectius de les forces de seguretat van resultar ferits. Hi va haver moltes denúncies per brutalitat policial indiscriminada, i un nen de 13 anys va entrar en coma després de rebre una bala de plàstic al cop. Centenars de vehicles van ser segrestats, cremats i utilitzats per bloquejar carreteres. Diverses seus de l'Orde d'Orange van ser cremades. La RUC i l'Exèrcit britànic es van haver de retirar completament d'algunes zones nacionalistes de Belfast. La participació de l'IRA provisional en els enfrontaments va ser la última gran acció d'una campanya de 27 anys, ja que l'organització paramilitar va declarar el seu últim alto el foc el 19 de juliol.

## Antecedents
L'Orde d'Orange és una confraria protestant de marcat caràcter lleialista. Els membres de l'orde insisteixen que se'ls ha de permetre marxar per la seva ruta tradicional al voltant de l'Església de Drumcree, a Portadown, cada mes de juliol. La marxa recorre quatre o cinc kilòmetres entre Dumcree i Portadown commemorant la victòria del rei protestant Guillem d'Orange contra el catòlic Jaume II, a la batalla del Boyne, l'any 1690. S'havia desfilat per aquesta ruta des de 1807, quan la zona estava escassament poblada. No obstant això, avui dia la major part d'aquesta ruta passa per una àrea de majoria catòlica, essent un feu del republicanisme irlandès densament poblat. Els residents havien sol·licitat que s'establís una nova ruta fora d'aquesta zona, ja que consideraven la desfilada com "triomfalista" i "supremacista".
La marxa es va prohibir per primera vegada el 1832, encara que els orangistes ho van ignorar. William Hancock, magistrat protestant d'Armagh, va escriure el 1835: "Des de fa temps, els pacífics habitants de la parròquia de Drumcree han estat insultats i ultratjats per grups d'orangistes que desfilaven per les carreteres, tocaven cançons de festa, disparaven trets i feien servir els epítets més oprobris que podien. inventar ... un grup d'orangistes va marxar per la ciutat i va dirigir-se a l'església de Drumcree, passant per la capella catòlica, tot i que es trobava a una distància considerable del seu camí". El 1987, als orangistes se'ls va prohibir la marxa pel carrer Obins, després de dos anys seguits de disturbis. No obstant això, els orangistes encara tenien permís per marxar per l'altra carretera principal de l'àrea catòlica, la carretera Garvaghy.
El 1995, els veïns van formar la Garvaghy Road Residents Coalition (GRRC) per intentar desviar la marxa de Garvaghy Road. La polèmica es va intensificar aquell juliol, quan els residents van bloquejar la carretera Garvaghy durant dos dies. Els orangistes i els seus partidaris van enfrontar-se amb la RUC fins que es va convèncer els residents de desbloquejar la carretera i la marxa va poder continuar.
La marxa del juliol del 1996 va ser prohibida a Garvaghy Road. Milers d'orangistes i els seus partidaris es van reunir a Drumcree i hi va haver un enfrontament de tres dies amb la RUC.Hi va haver enfrontaments amb la policia i els catòlics a diversos punts d'Irlanda del Nord. El lleialista Clifford McKeown, aparentment membre de l'organització paramilitar Força voluntària Lleialista (LVF), va matar a trets a un taxista catòlic, i es van produir amenacesde nous atacs. Com a resultat, la prohibició es va aixecar. La policia va retirar violentament els manifestants nacionalistes de Garvaghy Road i va forçar la marxa. Això va provocar dies de disturbis a les zones nacionalistes catòliques d'Irlanda del Nord, i un manifestant va resultar mort en ésser aixaxat per un vehicle blindat de l'Exèrcit britànic a Derry.

## Marxa de Drumcree del juliol de 1997

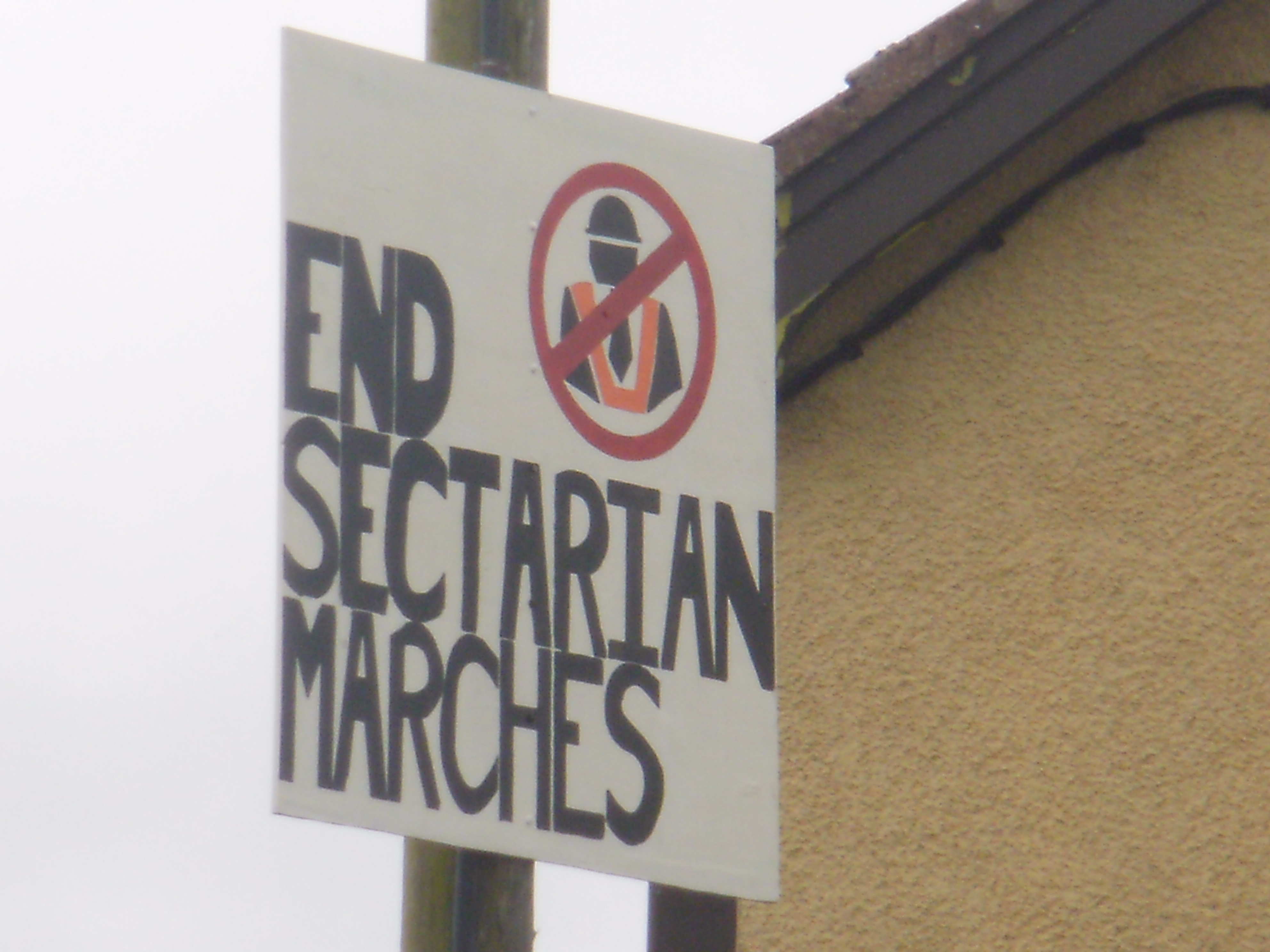
Un cartell contra les marxes orangistes

El 18 de juny de 1997, Alistair Graham va advertir després de l'assassinat de dos agents de la RUC a Lurgan que l'IRA Provisional estava intenatnt augmentar la tensió abans de la marxa perquè fos impossible trobar una solució.
A finals de juny de 1997, la secretària d'Estat Mo Mowlam havia decidit en privat que la marxa es realitzaria. Així ho va revelar més tard un document oficial que es va filtrar a la premsa. No obstant això, en els dies previs a la marxa, Mowlam va insistir que no havia pres cap decisió. Es va reunir amb el Taoiseach de la República d'Irlanda, Bertie Ahern, que va subratllar que qualsevol decisió unilateral per permetre la marxa seria "un error ". Tant la RUC com l'Oficina d'Irlanda del Nord van dir que farien pública la seva decisió amb tan sols dos o tres dies d'antelació. Anteriorment, Mo Mowlam havia dit que qualsevol decisió seria anunciada almenys sis dies abans de la marxa. A mesura que el dia de la desfilada s'acostava, milers de persones van abandonar Irlanda de Nord per por a fets de violència com els de juliol de 1996. La GRRC va sol·licitar permís per fer un festival de carrer el mateix dia de la marxa, però la RUC ho va prohibir. La Força Voluntària Lleialista (LVF) va amenaçar amb matar civils catòlics si la marxa era suspesa. El Partit Unionista de l'Ulster també va amenaçar amb retirar-se del procés de pau d'Irlanda de l'Nord. L'endemà, 60 famílies van haver de ser evacuades de les seves cases del camí de Garvaghy després d'una amenaça de bomba.
El diumenge 6 de juliol a les 3:30 a. m., 1500 soldats i policies es van traslladar a la zona nacionalista a 100 vehicles blindats i van acordonar tots els camins. Això va portar a enfrontaments amb prop de 300 manifestants, que van començar una protesta de resistència passiva en el camí. Els últims manifestants van ser trets a la força de la carretera a les 06:33 a.m. A partir d'aquest moment, se'ls va impedir als residents sortir dels seus habitatges i es va tancar l'accés a la carretera principal. Com els residents no podien arribar a l'església catòlica, els sacerdots locals es van veure obligats a celebrar una missa a l'aire lliure en massa davant d'una filera de soldats i vehicles blindats. Alguns agents de la RUC van dir que els residents els recordaven la mort dels seus dos col·legues a Lurgan al juny, mentre cridaven consignes favorables a l'IRA. Hi ha denúncies que Rosemary Nelson, advocada de la GRRC, va ser agredida verbalment i físicament per la RUC. Ronnie Flanagan, aleshores cap de la RUC, va dir que la decisió de permetre la marxa va ser presa per evitar la violència lleialista. La desfilada va marxar per la Carretera Garvaghy al migdia. Després del seu pas, les forces de seguretat van començar a retirar-se de la zona, on es van produir disturbis a gran escala. Prop de 40 bales de plàstic van ser disparades contra els manifestants, i al voltant de 18 persones van haver de ser hospitalizades.

## Protestes, enfrontament i violència

### Diumenge 6 de juliol
La violència va esclatar a tot Irlanda de Nord a mesura que les notícies de Portadown anaven arribat a les zones nacionalistes. Els polítics unionistes van acusar l'IRA d'iniciar els disturbis. Fonts republicanes admeten que l'IRA va participar obertament als disturbis, a diferència de 1996, quan l'organització s'havia abstingut d'efectuar represalies. L'IRA va reaccionar amb una sèrie d'accions armades en resposta a la crisi de Drumcree. Només durant el cap de setmana, l'IRA va dur a terme almenys nou atacs contra les tropes britániques.

#### Belfast
Al sud de Belfast, un membre de l'IRA amb un AK-47 va disparar un punt de control de la RUC a Lower Ormeau Road, impactant cinc cops un vehicle blindat al pont d'Ormeau. L'atac va ser filmat per un equip de televisió de la BBC. A prop, una unitat de l'IRA va evitar disparant amb metralladores que antiavalots de l'Exèrcit britànic entréssin a la zona de Markets.
Al nord de Belfast, diverses patrulles de l'Exèrcit britànic van ser assetjades amb trets i es va llançar una bomba contra una base del RUC. Segons fonts republicanes, es va incendiar un vehicle blindat a Ardoyne. Un altre va ser inutilitzat a Antrim Road. La mateixa nit, a la zona d'Oldpark, un Land Rover de la RUC es va quedar atrapat en una barricada de ferralla, i els seus ocupants van haver de fugir mentre eren atacats amb còctels molotov.

#### Derry

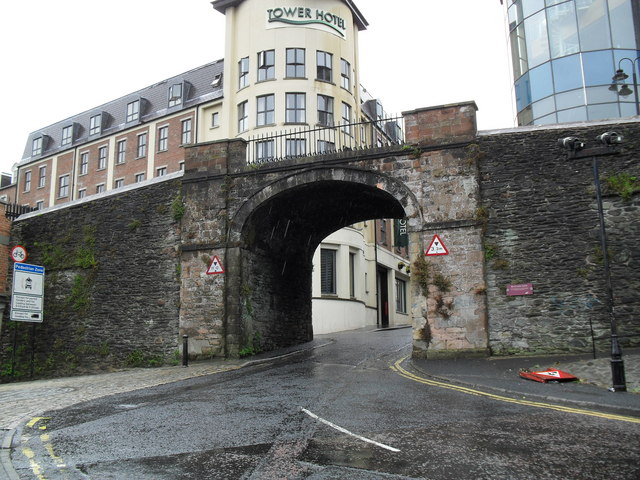
Butcher Gate, un dels escenaris dels aldarulls a Derry

Diumenge al vespre a Derry, milers de persones es van unir a una marxa de protesta des del Bogside fins a la base de la RUC a Strand Road. Martin McGuinness es va dirigir a la multitud, fent una crida als nacionalistes d'altres llocs per sortir al carrer per exigir "justícia i igualtat" i "defensar els seus drets". Tot i que els manifestants van tornar a Bogside pacíficament, hi va haver violència al centre de la ciutat.
A Butcher Gate hi va haver enfrontaments entre la RUC i almenys 300 joves nacionalistes. S'afirma que el RUC va disparar "més de 1.000 bales de plàstic", moltes d'elles van disparar "indiscriminadament" apuntant "per damunt de la cintura, en contravenció directa de les normes que regulen l'ús d'aquestes armes letals". Un noi de 16 anys va patir "una fractura del crani, una mandíbula trencada i trencaments d'ossos facials entre altres ferits" després de ser suposadament colpejat pels agents de la RUC. Altres van patir ferides greus al cap. Nou van ingressar a l'Hospital Altnagelvin amb ferides de bala de plàstic, i almenys 30 persones més van buscar tractament a les cases de primers auxilis o a l'hospital Letterkenny de la frontera. La major part del centre de Derry va ser segellada per la RUC i l'Exèrcit britànic.

#### Newry
A Newry, 3.000 manifestants van marxar fins a la base de la RUC d'Ardmore, on es va celebrar una concentració. La gent va marxar darrere de pancartes amb lemes com "Dissolgueu la RUC" i "Desmantelleu l'Estat orangista". Més tard, homes emmascarats i armats van incendiar una oficina de la Seguretat Social i van bloquejar diverses carreteres amb vehicles en flames.

#### Comtat de Tyrone
A Coalisland, la Brigada East Tyrone de l'IRA va llançar un atac amb armes contra un vehicle blindat de la RUC; una agent natural de Portadown va resultar greument ferida. A Strabane, els nacionalistes van segrestar i cremar 13 vehicles. Es van llançar uns 250 còctels molotov contra agents de la RUC, que van respondre disparant bales de plàstic. [22] Es va incendiar una seu de l'Orde d'Orange a Dungannon,] i una altra a Moy.

#### Comtat d'Armagh
A Armagh, centenars de persones van assistir a una concentració de protesta a The Shambles, una plaça cèntrica de la ciutat. Més tard, la RUC i l'Exèrcit van establir talls a les entrades del centre de la ciutat i els joves nacionalistes van segrestar diversos vehicles. Hi va haver enfrontaments entre nacionalistes i la RUC al carrer English; dos joves van resultar ferits per bales de plàstic. Just abans de mitjanit, es va produir un tiroteig entre dos membres de l'IRA i la RUC en un bloqueig de carreteres. A Lurgan, nou membres de l'IRA emmascarats van pujar a un tren, van obligar els passatgers a sortir i el van incendiar, destruint cinc vagons.

### Dilluns 7 de juliol
El 7 de juliol ja hi havia més de 100 ferits, sis d'ells greus. La RUC va dir declarar que havia disparat 1.600 bales de plàstic, i que s'havien produït 550 atacs a les forces de seguretat, amb 41 persones detingudes. El servei de bombers havia rebut 500 trucades i el servei d'ambulàncies 150, mentre que els danys patrimonials s'estimaven en 20 milions de lliures esterlines. Al poble de Bellaghy, enclavament catòlic del comtat de Derry, els veïns van organitzar una protesta pacífica contra la marxa anual orangista. Va haver-hi tensió i forceig mentre el RUC i l'Exèrcit allunyava els manifestants de la ruta de la desfilada. Martin McGuinness va ser colpejat al cap amb una porra mentre feia una entrevista a prop.
L'Automobile Association va afirmar que era impossible passar per Newry, ciutat on l'IRA va ferir dos membres d'una banda de lladres que estaven saquejant un centre comercial. Hi va haver greus aldarulls a Downpatrick; es van detectar homes armats emmascarats i els agents de la RUC van disparar a l'aire durant els disturbis. Van arrestar un home i es van apoderar d'una pistola i de màscares. Es va cremar una seu orangista a Newtownhamilton al Sud d'Armagh. Altres quatre sales van patir la mateixa sort a Cookstown, Beragh, Sixmilecross i Ballycastle.

#### Belfast
Poc després de mitjanit, una dona de 25 anys va patir una fractura d'os després de rebre un tret disparat des de la caserna de la RUC de New Barnsley, mentre aquesta era objecte d'un atac amb pistoles i granades. A la tanca de seguretat de Larnak Way, a l'oest de Belfast, els lleialistes van intentar entrar a la zona nacionalista a les tres de la matinada. Un tret des del bàndol nacionalista va impactar contra un noi protestant de 14 anys que estava pujant per sobre de la tanca, perforant-li un pulmó. Una font va informar que es van disparar trets d'advertència, mentre que una altra va dir que l'adolescent va resultar ferit quan una unitat de l'IRA va llançar un atac amb armes de foc i granades contra una base militar propera a la tanca de seguretat. A Hallydays Road, New Lodge, l'IRA va atacar amb un coet una patrulla de la RUC. Homes armats de l'Exèrcit Irlandès d'Alliberament Nacional (INLA) també van obrir foc contra soldats britànics a l'oest de Belfast.
A la zona de Dunmurry de Belfast, el lleialista Brian Morton, membre de l'Associació de Defensa de l'Ulster (UDA), va morir mentre intentava desactivar una bomba que havia de fer esclatar en el cas que no s'hagués autoritzat la marxa dels orangistes. Més tard aquella nit, membres de l'UDA i l'UVF van realitzar una "demostració de força" conjunta al nord de Belfast, i homes enmascarats armats amb rifles d'assalt i metralladores van ser filmats patrullant a Woodvale, afirmant que eren allà per protegir els protestants. Membres de la Força Voluntària Lleialista (LVF) van fer una acció similar dimarts a la nit.
Un ciutadà nord-americà de 39 anys, John Hemsworth, va ser apallissat a cops de porra per agents de la RUC quan anava cap a casa, a la zona nacionalista de Falls Road. Va ser detingut al carrer Malcomson, on va ser agredit i maltractat verbalment pels agents, tot i que en aquell moment no hi havia disturbis ni protestes a la zona. A Hemsworth li van trencar mandíbula, a banda d'altes ferides, i va ser ingressat a l'hospital. Va ser donat d'alta, però el 27 de desembre va tornar a ingressar i va morir a causa d'un ictus massiu l'1 de gener de 1998. Una investigació posterior va trobar que havia mort a causa de les ferides rebudes durant la pallissa de la RUC.

### Dimarts 8 de juliol
El 8 de juliol, es va filtrar a la premsa un document oficial que donava a entendre que Mo Mowlan havia decidit al juny permetre la marxa de Drumcree, fet que va provocar de nou la indignació entre els nacionalistes. Aquell dia, els residents van anunciar que bloquejarien les desfilades de l'Orde d'Orange del 12 de juliol a Armagh, Newry, Bellaghy, Lower Ormeau Road (Belfast), Derry i Strabane.
Una font de la RUC va confirmar que l'IRA havia dut a terme més d'una dotzena d'atacs amb pistoles i granades des del 6 de juliol, mentre que 250 vehicles havien estat cremats. L'INLA va reclamar la responsabilitat de diversos atacs d'armes i granades en els dies anteriors, i va amenaçar d'atacar els orangistes que considerava responsables de forçar les desfilades pels barris nacionalistes.

### Dimecres 9 de juliol
El 9 de juliol, el Govern britànic va enviar 400 soldats del regiment de Staffordshire per reforçar els 30.000 efectius i membres de la RUC que ja havien desplegat a Irlanda del Nord. L'IRA va col·locar una mina terrestre a prop de Dungannon, on es van cremar diversos vehicles, mentre es van disparar trets a Strabane. Diverses falses amenaces de bomba van causar caos en el trànsit. A Carrickmore, comtat de Tyrone, es va cremar un local orangista. A la finca de Kilwilkie de Lurgan, les tropes del RUC i del Royal Irish Regiment van intentar evacuar els residents de les seves cases després d'afirmar que hi havia una bomba a prop de la via del tren. Quan un home va ser presumptament agredit per les tropes, unes 150 persones es van reunir per enfrontar-s'hi. Els agents de la RUC van amenaçar amb disparar bales de plàstic contra la multitud abans que la majoria de les forces acceptessin abandonar la zona. Des de dimarts, la RUC va registrar 76 detinguts, 900 bales de plàstic disparades i 265 atacs a les forces de seguretat.
A l'oest de Belfast, un cotxe bomba va esclatar a la zona comercial d'Andersonstown Road, aparentment col·locat per lleialistes de l'Ulster Defence Association (UDA). El cotxe havia estat col·locat per tres homes que portaven ulleres de sol i walkie-talkies. Membres del Sinn Féin van ajudar a netejar la zona i van afirmar que la RUC va trigar gairebé una hora a respondre a una trucada.
L'INLA va amenaçar amb disparar protestants si es permetia continuar les desfilades a Belfast, mentre que la LVF va prometre disparar a la República d'Irlanda si es prohibien les marxes. L'amenaça posterior va ser presa "molt seriosament" pel comandant del Gardaí, Pat Byrne, que va posar en alerta tots els controls de seguretat al llarg de la frontera. L'Orde d'Orange es va comprometre a reunir tota la seva organització al parc d'Ormeau si la desfilada s'hi prohibia. Per contra, el Grup de Residents Bogside va convocar una gran manifestació per aturar la marxa de Derry del 12 de juliol a Derry.

### Dijous 10 de juliol
A Belfast, atacs incendiaris van causar desperfectes North of Ireland Rugby & Cricket Club una i l'Església d'Ilanda de Carnmoney. Hi va haver una alerta de seguretat a l'estació de Newry de la RUC, i la seu del Partit Unionista de l'Ulster va rebre una carta de bomba. A Lisnaskea, cinc edificis comercials propietat d'orangistes van ser atacats, i una seu de l'Orde va ser objectiu de còctels molotov a Waterside, Derry. La violència va disminuir quan l'Orde d'Orange va anunciar que estava reconsiderant la ruta de diverses desfilades. Un grup dissident dins de l'Orde va qualificar la decisió de "terrible traïció".

### Divendres 11 de juliol
L'11 de juliol, al nord de Belfast, l'IRA va llançar un atac amb armes de foc i bombes contra un control vigilat per un vehicle blindat. Tres soldats britànics i dos oficials de la RUC van resultar ferits. La unitat de l'IRA va disparar 56 trets amb dos rifles d'assalt AK-47 i també va llançar una bomba. Els soldats eren membres del recentment arribat Regiment de Staffordshire. En un altre incident a Doon Road, a l'oest de Belfast, una patrulla de la RUC i l'Exèrcit britànic va ser l'objectiu d'un atac amb granades. The Independent va informar que dos protestants adolescents que assistien a la celebració lleialista de l'Eleventh Night, en una foguera del nord de Belfast, van ser ferits per trets republicans disparats a través d'una línia de pau. Es va culpar a l'INLA, tot i que el grup va negar la seva responsabilitat. També es van produir diversos enfrontaments entre nacionalistes i forces de seguretat durant la nit. A Derry, es va cremar una seu orangista al carrer Bond.

## Conseqüències
El 9 de juliol, segons un informe de la RUC, 60 agents de la RUC i 56 civils van resultar ferits, mentre que 117 persones havien estat detingudes. S'havien produït 815 atacs contra les forces de seguretat, s'havien llançat més de 1.506 còctels molotov i s'havien robat 402 vehicles. La RUC havia disparat en total 2500 bales de plàstic. Segons altres fonts, es creu que més de 100 persones van resultar ferides. L'última acció de l'IRA va tenir lloc el 12 de juliol, quan un morter improvisat va impactar a 30 metres d'una base conjunta de l'Exèrcit i la policia a Newtownhamilton, al sud del Comtat d'Armagh. Atacants van calar foc a la seu de l'orde d'Orange a Warrenpoint, al Comtat de Down, i un altre a Rasharkin, al Comtat d'Antrim.
La violència va cessar el 10 de juliol, quan l'Orde d'Orange va decidir unilateralment redirigir sis de les desfilades. L'endemà, també es van acordar renunciar a una altra marxa a Newtownbutler, al Comtat de Fermanagh. A Pomeroy, Comtat de Tyrone, els residents nacionalistes van bloquejar la desfilada orangista amb una contra-manifestació, mentre que les marxes a Newry i Lower Ormeau es van cancel·lar per complet, un gest inaudit de l'Ordre en el seu 202 anys d'història. Segons el ministre anglicà i orangista Bill Hoey "es tractava d'una píndola molt difícil d'empassar, però els poders que governen ens van advertir que haver pres qualsevol altra decisió hauria significat la guerra civil". L'unionista Ian Paisley va acusar l'Orde d'Orange d'haver-se rendit, i de fet aquesta va ser l'última vegada que es va permetre a l'Ordre d'Orange desfilar per les zones nacionalistes de Portadown. Aprofitant aquest gest, el govern britànic va pressionar l'IRA per aconseguir un alto el foc. El 9 de juliol el Govern britànic va assegurar al Sinn Féin que en cas d'un nou alto el foc de l'IRA, es permetria als representants d'aquest partit reunir-se amb ministres de govern. Una setmana més tard, Gerry Adams i Martin McGuinness van demanar a l'IRA una renovació de l'alto el foc de 1994. L'IRA va anunciar el seu restabliment el 19 de juliol. "The Last Gunman", una fotografia presa per Brendan Murphy i que mostra a un membre de l'IRA disparant un rifle AK-47 a Ormeau Road, es va convertir en una imatge icònica del nord-irlandès.